# جيمي هوب (رسام)
جيمي هوب (بالفرنسية: Jimi Hope)‏ هو نحات ورسام وفنان توغولي، ولد في 12 أكتوبر 1956 في لومي في توغو.